# Сребреничка повеља
Сребреничка повеља или Стонска повеља бана Стјепана II Котроманића је историјска повеља на српском језику израђена 1333. године у Дубровнику. Урађена је у четри примерка, по два за босанског бана и Дубровник и то две на латинском а две на српском језику. Повеља је писана уставном ћирилицом, као и све остале банове домаће повеље.
Примерци повеља које је добио бан Стефан, вероватно су заувек изгубљени, док се у Дубровнику чува латински оригинал повеље и препис српске верзије, сачуван у зборнику Liber Privilegiorum, која се често у литератури назива и Codex Ragusinus, који је око сто година касније саставио дубровачки канцелар Никша Звијездић.
Повеља представља први писани документ о постојању древног града Сребреника и других места. Њоме бан Стефан уступа Дубровачкој републици Стон и Рат, отварајући трговинске путеве Дубровника са Босном.
Текст српског превода повеље гласи:
"У почетку Оца у испуњењу Сина и светога Духа. У лето од рођења Христовог 1333, индикта првог, 15. дан (…) фебруара месеца. Ми господин Стефан, по милости Божијој бан Босне, Усоре и Соли и господин Хумске земље, као што пријатеље и слуге наше волимо и њима милост нашу дајемо са коришћу и љубављу, како је достојно држати се према свакоме, тако да зна свако овог дана и убудуће који ће после би ти амин. Ја видех добро сведочанство и многа дела од баштине и влас теле и људи дубровачких и нашим прародитељима и нама веома много учињена, и хотећи одсад радити са Божијом вољом, зато ми, господин бан Стефан и моји синови и унуци и докле моје потомство буде, до века векова, дајемо и дарујемо до века векова у баштину и у племенито људима дубровачким, а нашим драгим пријатељима цео Рат и Стон и Превлаку и острва која су около Рата и са свим што се налази унутар Рата и Превлаке – и горе и поља, дубраве, шуме, ливаде, воде, села и све што је од Превлаке до Лоишта, и суд и глобе и умир крви да буду по њиховој вољи, да имају и држе, и да чине сву своју вољу и жеље као од своје баштине,до века векова,и да су вољни зидати куле, и друго што им је воља и прокопати Превлаку од мора до мора и направити по својој вољи и жељи. И још обећава господин бан Стефан за себе и своје синове и своје потомство, да ако одлуче у неко време или господин или властелин или грађанин или људи који би пакостили Рату или Превлаци, помогне колико може наша снага. А за то ми, Општина и људи града Дубровника од свег добра заједничког, господину бану Стефану и његовим синовима и потомству његовом до века од мушке главе, и до краја света, да дајемо за Превлаку и Стон 500 перпера, до краја света од тог добитка, за који се има доћи код нас у Дубровник у оно време. Ако бан и његови синови и његово потомство по мушкој глави не буду господа Хумске земље, ми Општина дубровачка даваћемо онај добитак на онај дан светога Влаха, 500 перпера, како је горе писано. И још обећава Општина дубровачка, да ако у неко време дође господин бан Стефан у Дубровник или његови синови или његово потомство по мушкој глави до краја света, да му дâ палате зидане за пребивање, докле буде остао, без икаквог најма. И још обећава Општина дубровачка да неће да прима у Превлаку и у Стон и у Рат и у она острва која су узели од господина бана Стефана, његовог властелина који буде њему неверан и његовим синовима и његовом потомству до краја света. А ја господин бан Стефан заклињем се у свето Божије јеванђеље и у четири јеванђелиста и у 12 апостола и у све мошти свете које су у Дубровнику, за мене и за моје синове и за моје потомство по мушком колену до краја света, све то чврсто да имамо и држимо и не прекршимо до краја света. И за све више писано, ми Општина и сви људи дубровачки кунемо се у свето Божије јеванђеље и у четири јеванђелиста и у 12 апостола и у све свете мошти које су у Дубровнику, за нас и наше синове и за наше наследнике до краја света, све чврсто да имамо и држимо до краја света непромењено. И зато стављам ја господин бан Стефан свој златни печат, да је за веровање, свако да зна и види истину. А о овоме су начињене четири повеље једнаке, две латинске а две српске, а све су печаћене златним печатима. Две су повеље остале код господина бана Стефана, а две повеље су у Дубровнику. А то је писано под градом под Сребрeником. А овоме су сведоци звани и мољени Витан Тихорадић, Радослав Хлаповић, Милош Вукасић, Хрватин Стефанић, Стефан Друшчић, Твртко Ивахнић, а за то су три пристава: Дивош Тихоранић, Штитко Хлаповић, Михаило Менчетић Дубровчанин".